# يوم الجاكل
'يوم الجاكل' هو مسلسل تلفزيوني بريطاني، مستوحى من رواية لفريدريك فورسيث تحمل نفس اسم المسلسل. من بطولة إيدي ريدماين ولاشانا لينش. المسلسل من كتابة وصناعة رونان بينيت، وإنتاج كريستوفر هول وإخراج براين كيرك وأنتوني فيليبسون، وبول ويلمسهيرست وآنو مينون. بدأ عرض المسلسل لأول مرة بتاريخ 7 نوفمبر 2024 على قناة سكاي أتلانتيك وخدمة البث بيكوك، وتم تجديد المسلسل لموسم ثاني في نفس الشهر.

## مقدمة
في إطار سياسي معاصر يركز المسلسل على قاتل بريطاني لا يرحم، يُعرف فقط باسم "جاكال"، وضابط المخابرات الذي يعتزم القبض عليه.

## طاقم التمثيل
- إيدي ريدماين بدور الجاكل (ابن آوى)، وهو قاتل مشهور دوليًا يستخدم مجموعة متنوعة من التنكرات والأسماء المستعارة.
- لاشانا لينش بدور بيانكا بولمان، عميلة جهاز الاستخبارات البريطاني وخبيرة أسحلة في القسم 303 والذي يبدأ التحقيق في قضية الجاكل.
- أورسولا كوربيرو بدور نوريا، زوجة الجاكل الاسبانية، والتي تعرفه بأسم "تشارلز كالثروب".
- تشوكوودي إيوجي بدور أوسيتا هالكرو، مسؤول كبير في جهاز الاستخبارات البريطاني MI6 في القسم 303 والرئيس المباشر لبيانكا.
- خالد عبد الله بدور أولي داج تشارلز، ملياردير فلسطيني-إستوني في مجال التكنولوجيا والذي يصبح هدفاً للجاكل.
- ليا وليامز بدور ايزابيل كيربي، نائب رئيس أركان جهاز الاستخبارات البريطاني MI6، ورئيسة بولمان وهالكرو في القسم 303.
- إليانور ماتسورا بدور زينا جانسون، حلقة الوصل بين الجاكل ورب عملها، وينثروب.

## الحلقات
| رقم الحلقة | عنوان الحلقة | إخراج         | كتابة         | تاريخ البث الأصلي |
| --- | ------------ | ------------- | ------------- | ----------------- |
| 1 | «حلقة 1»     | براين كيرك    | رونان بينيت   | 7 نوفمبر 2024     |
| يقوم القاتل المحترف للغاية بشن هجوم كاذب لإصابة إلياس فيست، نجل المرشح اليميني المتطرف لمنصب المستشار الألماني مانفريد فيست. ويؤدي هذا إلى زيارة فيست الكبير للمستشفى حيث يغتاله فيست برصاصة بندقية قنص من مسافة قياسية. وبمراجعة لقطات القاتل وهو يغادر مكان الحادث، تدرك خبيرة الأسلحة النارية في جهاز الاستخبارات البريطاني بيانكا أنه استخدم بندقية قنص بماسورة قابلة للطي. وتفترض أنها من صنع صانع الأسلحة الأيرلندي الشمالي نورمان ستوك. وبعد اغتيال فيست، يتواصل مصدر مجهول مع القاتل، ويعرض عليه 10 ملايين دولار مقابل وظيفة. وفي اجتماع شخصي مع جهة الاتصال، زينا جانسون، يعلم القاتل أن الهدف هو قطب التكنولوجيا أولي داج تشارلز (UDC). ويطالب القاتل بمبلغ 100 مليون دولار لقتل مثل هذا الهدف البارز والمحمي جيدًا. وبعد عودته إلى منزله إلى زوجته نوريا، يرفض الشخص الذي كلف القاتل باغتيال فيست أن يدفع له. في هذه الأثناء، تحاول بيانكا إجبار أليسون، وهي جهة اتصالها في بلفاست، على العثور على ستوك. وعندما تفشل في ذلك، تأمر بيانكا باعتقال ابنة أليسون الناشطة إيما. لكن الخطة تفشل عندما تصاب إيما بسكتة قلبية أثناء احتجازها.                                                                             |              |               |               |                   |
| 2 | «حلقة 2»     | براين كيرك    | رونان بينيت   | 7 نوفمبر 2024     |
| تموت إيما بسبب سكتة قلبية. وتغطي بيانكا وفاتها لإجبار أليسون على العثور على نورمان. وباستخدام اسمه المستعار تشارلز، يقضي جاكال وقتًا في منزله في إسبانيا مع نوريا وابنهما كارليتو. ومع ذلك، فإنه يضطر إلى المغادرة مبكرًا عندما يتلقى دليلاً على مصدر الدفع المحتجز لاغتيال فيست. بعد أن أوصلت جاكال إلى المطار، تتجسس عليه نوريا بالصدفة بعد عودته لفترة وجيزة إلى بلدتهم لزيارة بنكه، مما يجعلها تفترض أنه يخون امرأة. عند إعادة وصوله إلى ميونيخ، يضطر جاكال إلى تحويل مساره للقاء زينا مرة أخرى، التي تؤكد أن صاحب عملها، تيموثي وينثورب، قد وافق على شروط جاكال. ومع ذلك، تبلغه أيضًا أنه يجب إكمال الاغتيال في غضون شهر قبل أن تتمكن UDC من إطلاق برنامج ثوري جديد لكشف الأموال المظلمة في جميع أنحاء العالم. يوافق جاكال. بعد مزيد من التحقيق في ميونيخ، يكتشف جاكال أن إلياس فيست هو من وظفه ويرفض دفع راتبه بعد إطلاق النار عليه. في هذه الأثناء، تواصل بيانكا تحقيقاتها في القاتل، وتفترض أنه بريطاني وعضو سابق في الجيش البريطاني. تحصل أليسون على رقم هاتف نورمان، ويتم إرسال بيانكا إلى بيلاروسيا لاعتقاله. لكن العملية تفشل، ويقتل نورمان اثنين من زملاء بيانكا قبل أن يهرب، مما يجعل بيانكا تعتقد أنه تم إبلاغه. |              |               |               |                   |
| 3 | «حلقة 3»     | براين كيرك    | رونان بينيت   | 7 نوفمبر 2024     |
| في أعقاب عملية بيلاروسيا، تستخدم بيانكا حقيبة سفر تم استردادها من موقع نورمان لإثبات أنه صنع بندقية قناص قابلة للطي يمكن تهريبها عبر الجمارك. يبقيها رؤساؤها، إيزابيل كيربي وأوسيتا هالكرو، في التحقيق. يبدأ كارفر، وهو عميل في جهاز الاستخبارات البريطاني MI6، في التحقيق في مصدر تسريب بيلاروسيا، مع وجود بيانكا وزميلها داميان وكيربي وهالكرو تحت الشك. في ألمانيا، بينما يستعد الجاكال للتسلل إلى جنازة مانفريد فيست للوصول إلى إلياس، يتصل بنوريا. تواجهه بشأن رؤيتها له. يحاول إثبات أنه لا يخون امرأة، لكن نوريا تظل تشك. بمساعدة والدتها وشقيقها، تبحث في مكتب تشارلز المنزلي. يجدون قبوًا مخفيًا. تصل أليسون وزوجها لاري إلى لندن لتحديد هوية جثة إيما. توبخ أليسون بيانكا بغضب بينما يتصل نورمان بلاري ويكشف له ما حدث له. يواجه لاري أليسون ويعتدي عليها بعد أن علم أنها جاسوسة. يتسلل الجاكال، الذي أصبح غاضبًا الآن بسبب حجب الدفعة عن إلياس، إلى جنازة مانفريد ويختطف إلياس لمواجهته قبل إطلاق النار عليه وقتله. بعد إرشاد، تكتشف بيانكا الاسم الرمزي للقاتل: الجاكال. تقتحم نوريا وعائلتها القبو، الذي يراه الجاكال عبر كاميرات المراقبة أثناء مغادرته ألمانيا.                                                 |              |               |               |                   |
| 4 | «حلقة 4»     | براين كيرك    | رونان بينيت   | 7 نوفمبر 2024     |
| بعد عودته من ميونيخ عبر فرنسا، يتعرض الجاكال لحادث سيارة بسيط ويضطر إلى قتل سائق سيارة وضابط شرطة للهروب. يدرك جهاز الاستخبارات البريطانية MI6 أن الجاكال قد تم توظيفه مرة أخرى، على الرغم من أنهم لا يعرفون هوية الهدف. بعد التحقيق في الجاكال بشكل أكبر، تكتشف بيانكا أن المحارب المخضرم الوحيد في الجيش البريطاني القادر على إطلاق النار، ألكسندر دوجان، يُعتقد أنه مات في انفجار عبوة ناسفة في أفغانستان عام 2013. يقنع الجاكال نوريا بالانضمام إليه في باريس، حيث يدعي أنه يعمل في حل المشكلات ويشارك في التجسس على الشركات، ويكسب ثقتها. على الرغم من المخاوف بشأن ردود الفعل السلبية من مقتل إلياس من أجل وظيفة UDC، يقرر وينثروب والمتآمرون معه الاحتفاظ بخدمات الجاكال. في غضون ذلك، يقتل لاري أليسون ويجر بيانكا إلى فخ. تنجو بصعوبة بمساعدة وكيل الحماية فينسنت باين، الذي تطلب منه إعادة تعيينه في فريقها. تعود إلى المنزل لتجد أن لاري قد أخذ ابنتها ياسمين رهينة. تطلق بيانكا النار على لاري وتجرحه، ولا تمنعها إلا ياسمين من قتله. يصل الجاكال إلى تالين لبدء الاستعدادات، ويكاد يسقط ميتًا أثناء استكشافه للمكان المخصص لإطلاق برنامج UDC. وعند عودته إلى غرفته بالفندق، يجد أن زينا تعقبته.                  |              |               |               |                   |
| 5 | «حلقة 5»     | براين كيرك    | رونان بينيت   | 7 نوفمبر 2024     |
| في تالين، يضطر الجاكال إلى إشراك زينا في خطته. في إسبانيا، تزداد نوريا تشككًا في قصة تشارلز. يتصل الجاكال بنورمان لصنع سلاح لاغتيال UDC. ومع ذلك، عندما أصيب نورمان أثناء هروبه من بيانكا، يسافر الجاكال إلى بودابست لمساعدته في تجميع السلاح. يصنعون السلاح باستخدام طابعة ثلاثية الأبعاد لإخفائه في حذاء تقويم العظام. يعترف نورمان أنه ساعده شخص ما في MI6 على الهروب. في لندن، في أعقاب هجوم لاري، يغادر زوج بيانكا وابنتها المنزل. تعذب بيانكا وفينسنت لاري لمعرفة مكان نورمان. عندما تعلم أن نورمان في بودابست، تكتشف بيانكا أيضًا أن UDC هو هدف الجاكال. يتتبع MI6 مكان نورمان، مما يدفع بيانكا وفينسنت للوصول إلى بودابست. يراهم الجاكال يقتربون من ورشة نورمان ويحذره، لكن نورمان يتم القبض عليه. يُضطر الثعلب إلى قتله لتغطية آثاره قبل أن ينجو بأعجوبة من مطاردة بيانكا. ومع ذلك، يُضرب على يد مزارع أثناء اختبائه في حظيرة. |              |               |               |                   |
| 6 | «حلقة 6»     | بول ويلمشورست | تشارلز كومينغ | 14 نوفمبر 2024    |
| بعد أن أسره المزارع أتيلا، حاول جاكال التفاوض لإطلاق سراحه. وعندما فشل في ذلك، قتل أتيلا وشقيقه جابور قبل أن يأخذ عامل المزرعة لازلو رهينة للهروب. علم فريق بيانكا بالوفيات وبدأ التحقيق. اتصل جاكال بنوريا ليعترف بأنه قد لا يتمكن من العودة إلى المنزل. عرضت عليه المساعدة بالحضور إلى بودابست. يواجه اتحاد الطلاب الديمقراطيين، الذي يستعد لإطلاق البرنامج، مقاومة من مجلس إدارته، وهو ما تجاهله. عند عودته إلى بودابست وسط مطاردة وطنية له، أطلق جاكال سراح لازلو بدلاً من قتله، وهدده بالصمت. وصلت نوريا إلى المدينة وساعدت جاكال في التنكر في هيئة رجل مسن مقعد على كرسي متحرك لتجاوز الجمارك. ومن عجيب المفارقات أنه كان جالسًا خلف بيانكا في الرحلة المتجهة إلى تالين. عند الوصول، استدرج جاكال وأغوى راسموس، وهو عامل التقى به سابقًا في المكان. |              |               |               |                   |
| 7 | «حلقة 7»     | بول ويلمشورست | شيام بوبات    | 21 نوفمبر 2024    |
| يطلب الجاكال من زينة المساعدة في التعامل مع بيانكا وفينسنت. ترسل زينة فرقة اغتيال لمهاجمتهم خارج السفارة البريطانية، لكن بيانكا وفينسنت يقتلان المهاجمين. يأخذ شقيق نوريا، ألفارو، 40 ألف يورو ومسدسًا من خزانة الجاكال مقابل صفقة تجارية، ويراقبه الجاكال سراً بالكاميرا. يواصل الجاكال، متنكراً في هيئة مهندس معماري، خداع راسموس للحصول على إذن بالدخول إلى المكان. يحدد ضابط شرطة الجاكال من بطاقة هوية. يداهم بيانكا وفينسنت مسكنه السابق على Airbnb، لكنه يقيم مع راسموس. يتسلل الجاكال إلى المكان ويستخدم مخططات المبنى التي أعطاه إياها راسموس للعثور على مكان للاختباء، ويصل قبل أن يغلق فريق أمن UDC المبنى قبل يومين. بينما ينتظر، يتذكر بدايات علاقته مع نوريا. يبدأ الإطلاق، ويتخذ الجاكال موقعه لإطلاق رصاصته. ومع ذلك، قبل ثوانٍ من حصوله على فرصته، حاول قاتل آخر إطلاق النار على UDC، مما أفسد فرصة الجاكل. تمكن من الهرب لكنه اضطر إلى قتل راسموس بعد ان شاهده يهرب. |              |               |               |                   |
| 8 | «حلقة 8»     | بول ويلمشورست | رونان بينيت   | 28 نوفمبر 2024    |
| يحاول المتآمرون وUDC الحفاظ على خططهم على المسار الصحيح بعد محاولة الاغتيال. تعود بيانكا إلى نظرية ألكسندر دوجان. يضغط كيربي على وزير الخارجية جيريمي وايتلوك لرفع السرية عن ملف دوجان في الجيش. ترى نوريا بثًا إخباريًا به صورة هوية الثعلب وتتصل به، مدركة أنه قاتل. تزور بيانكا لاري في السجن، الذي ينتحر أمامها. يتم احتجاز هالكرو للاشتباه في كونه الجاسوس. في لقطات الماضي، يتبين أن الثعلب، الذي تم الكشف عنه أنه دوجان، هو قناص في فرقة تعتقل وتقضي على قادة القاعدة في أفغانستان. يتولى ألكسندر ومراقبه غاري عملية اغتيال مستقلة في قبرص. تفشل عملية اعتقال أحد كبار قادة القاعدة عندما ترتكب فرقة دوجان مذبحة في حفل زفاف وتغطيتها. يشمئز ألكسندر من جرائم الحرب التي ارتكبوها، فيقتل الفرقة بسيارة مفخخة، باستثناء غاري، ويزيف وفاته. |              |               |               |                   |
| 9 | «حلقة 9»     | أنو مينون     | رونان بينيت   | 5 ديسمبر 2024     |
| يعود الجاكال إلى كرواتيا لمراقبة الترتيبات الأمنية في جزيرة منزل UDC. تواجهه زينا بشأن فشله في تالين. يعود الجاكال إلى إسبانيا، ويواجهه نوريا. يعترف بأنه قاتل. ويعد بالتوقف عن العمل بعد هجوم UDC. ينظم ألفارو اجتماع عمل بين الجاكال وعصابة محلية، جيمي. تصاب نوريا بالذعر، نظرًا لسمعة جيمي الوحشية. يطلق الجاكال النار على جيمي من مسافة بعيدة لحل أي تهديد. ينهي كيربي تحقيق MI6 بأوامر من وايتلوك، الذي يعمل سراً مع وينثروب. يظل هالكرو تحت الشك. بعد فشله في المصالحة مع بول، يثير فضول بيانكا رؤية تقرير عن وفاة جيمي. يسافر الجاكال إلى كرواتيا، ويضع نفسه على متن قارب لإطلاق النار على UDC أثناء سباحته الصباحية. بينما ينطلق UDC، يقتل الجاكال حراسه ثم يطلق النار عليه قبل أن يفر من المنطقة. |              |               |               |                   |
| 10 | «حلقة 10»    | أنو مينون     | رونان بينيت   | 12 ديسمبر 2024    |
| مع موت UDC وتوقف ريفر، تترك بيانكا MI6. ومع ذلك، يتم إغرائها بالعودة من قبل كيربي لاغتيال جاكال. تعمل كيربي بأوامر من وايتلوك، حيث يريد المتآمرون ربط جميع الخيوط السائبة. يتعرض جاكال لعدة جروح أثناء اختطاف العديد من المركبات أثناء محاولاته لمغادرة كرواتيا، وفي النهاية اختطف زوجين مسنين. اضطر لقتلهم عندما حاولوا التغلب عليه. بيانكا وفينس، اللذان يتصرفان الآن بدون غطاء رسمي، يراقبان عقار جاكال الإسباني. تهجر نوريا المنزل مع كارليتو عندما تدرك أنهما لم يعودا آمنين مع تشارلز. يعود جاكال إلى المنزل ويجدهما مفقودين. تدخل بيانكا وفينس المنزل ويقتلان ألفارو عندما يفزعهما. يقتل جاكال فينس ثم بيانكا. يفر جاكال من المنزل، ويهاجمه رجال وينثروب. في أعقاب ذلك، تمت ترقية كيربي إلى منصب رئيس، لكن هالكرو يدرك ازدواجيتها بفضل رسالة نصية أخيرة من بيانكا. في بودابست، يلتقي جاكال الجريح بزينا، التي نجت أيضًا من محاولة اغتيالها. تكشف عن هوية وينثروب. يوافق جاكال على الانتقام لكنه ينطلق بحثًا عن نوريا وكارليتو أولاً. |              |               |               |                   |